# Jeroen Bosch (schaker)
Jeroen Bosch (3 mei 1970) is een Nederlandse schaker. In 1994 werd hem door de FIDE de titel Internationaal Meester (IM) toegekend. Hij is de auteur van Secrets of opening surprises waarin hij curieuze openingenvarianten analyseert.
- In 1985 werd Bosch kampioen van Nederland van de jeugd tot 16 jaar.
- In 1988 won hij het Open Nederlands Jeugdschaak Kampioenschap in Arnhem.
- In 1997 was hij winnaar van het Manchester open.
- In 1998 won hij een Meestervierkamp bij het Hoogovenstoernooi.
- In hetzelfde jaar bezette hij de 16e plaats in het open Nederlandse kampioenschap te Dieren voor Karel van der Weide. Erik van den Doel eindigde als eerste.
- Van 25 juli t/m 4 augustus 2005 speelde Bosch mee in het toernooi om het Open Kampioenschap van Nederland dat in Dieren gespeeld werd en eindigde daar met 6 punten uit negen ronden op een gedeelde achtste plaats. Maksim Toerov werd eerste met 7,5 punt.
- In 2009 won hij het open Hamburgs kampioenschap.

## Partij van Jeroen Bosch
Jan Timman - Jeroen Bosch, ch NED playoffs, Breda 2001. 1.e4 c5 2.Pf3 d6 3.Lb5 Ld7 4.De2 Lxb5 5.Dxb5 Dd7 6.Pa3 Pc6 7.0-0 Pf6 8.Te1 e6 9.b3 Le7 10.Lb2 0-0 11.Tad1 d5 12.e5 Pe8 13.De2 Pc7 14.d3 a5 15.c4 a4 16.Dc2 b5 17.d4 axb3 18.axb3 bxc4 19.bxc4 Pxd4 20.Pxd4 cxd4 21.Td3 Da4 22.Dxa4 Txa4 23.cxd5 Pxd5 24.Pb1 Tb8 25.Lxd4 Pf4 26.Td2 Txd4 27.Txd4 Pe2+ (0-1)
|   | Timman - Bosch 0-1 |    |   |    |    |    |    |    |
| 8 |                    | rd |   |    |    |    | kd |    |
| 7 |                    |    |   |    | bd | pd | pd | pd |
| 6 |                    |    |   |    | pd |    |    |    |
| 5 |                    |    |   |    | pl |    |    |    |
| 4 |                    |    |   | rl |    |    |    |    |
| 3 |                    |    |   |    |    |    |    |    |
| 2 |                    |    |   |    | nd | pl | pl | pl |
| 1 |                    | nl |   |    | rl |    | kl |    |
|   | a                  | b  | c | d  | e  | f  | g  | h  |
|   | 27. ... Pe2+       |    |   |    |    |    |    |    |